# Parvoraphidia aphaphlyxte
Parvoraphidia aphaphlyxte is een kameelhalsvliegensoort uit de familie van de Raphidiidae. De soort komt voor in Griekenland.
Parvoraphidia aphaphlyxte werd voor het eerst wetenschappelijk beschreven door H. Aspöck & U. Aspöck in 1974.